# Sandro Biasotti
Sandro Mario Biasotti (Genova, 2 luglio 1948) è un ex politico italiano.

## Biografia

### Attività imprenditoriale
Nato a Genova nel 1948. Negli anni '70, con la malattia e la morte del padre, lascia gli studi di Economia all'Università Bocconi per occuparsi dell'azienda di famiglia attiva nel trasporto merci. Sarà tra i primi a sviluppare il trasporto a mezzo di container nel porto di Genova.
A metà degli anni novanta, dopo aver acquisito diverse società del ramo dei trasporti e delle attività portuali, costituisce un gruppo imprenditoriale del settore, con quindici società in tutta Italia.
Nel 1998 decide di cedere le sue attività per concentrarsi nel campo delle concessionarie di automobili.

### Attività politica

#### Presidenza della Liguria
Alle elezioni regionali in Liguria del 2000 entra in politica da indipendente, venendo candidato dalla Casa delle Libertà a presidente della regione ed eletto con il 50,71% dei voti, sconfiggendo il presidente uscente di centrosinistra Giancarlo Mori, fermo al 46,07%. Biasotti è ricordato per la "battaglia del pesto" che da presidente sferrò contro la multinazionale alimentare Nestlé, che fu costretta a cambiare il nome di alcuni suoi prodotti conservati e non freschi in modo tale che non potessero essere confusi con il pesto. In seguito alla vicenda, il basilico genovese nel 2005 ottenne la denominazione di origine protetta.
Alle elezioni regionali in Liguria del 2005 si ricandida, ma ottiene il 46,58% ed è sconfitto dal candidato del centro-sinistra Claudio Burlando (52,64%), pur ottenendo un buon risultato (8,73%) della sua lista personale all'interno della coalizione di centro-destra e venendo comunque eletto consigliere regionale.

#### Elezione alla Camera
Alle elezioni politiche del 2008 è eletto deputato per Il Popolo della Libertà nella circoscrizione Liguria. Per tale motivo, si dimette dalla carica di consigliere regionale, optando per il seggio in Parlamento (visto che le due cariche sono incompatibili).
Alle elezioni regionali del 2010 viene candidato per la terza volta alla presidenza della Liguria, ma ottiene il 47,85% ed è battuto nuovamente da Claudio Burlando (52,15%). Viene comunque eletto consigliere regionale, dimettendosi però da tale carica pochi mesi dopo e optando per il proprio seggio alla Camera, visto che le due cariche sono incompatibili.
Alle elezioni politiche del 2013 viene rieletto deputato per il PdL nella circoscrizione Liguria.
Il 16 novembre 2013, con la sospensione delle attività del Popolo della Libertà, aderisce a Forza Italia.
Il 2 gennaio 2014 viene nominato coordinatore regionale del partito; il 27 maggio seguente rassegna le sue dimissioni nelle mani del presidente del partito Silvio Berlusconi come "atto dovuto a seguito del deludente risultato elettorale" delle elezioni europee, ma il presidente le respinge due giorni dopo.
Alle elezioni regionali in Liguria del 2015, pur non essendo inserito nelle liste, sostiene il candidato del centro-destra Giovanni Toti, che riesce a vincere le elezioni con il 34,4% dei voti, riportando il governo regionale al centro-destra a distanza di 15 anni dall'insediamento della giunta Biasotti.

#### Elezione al Senato e la mancata rielezione alla Camera

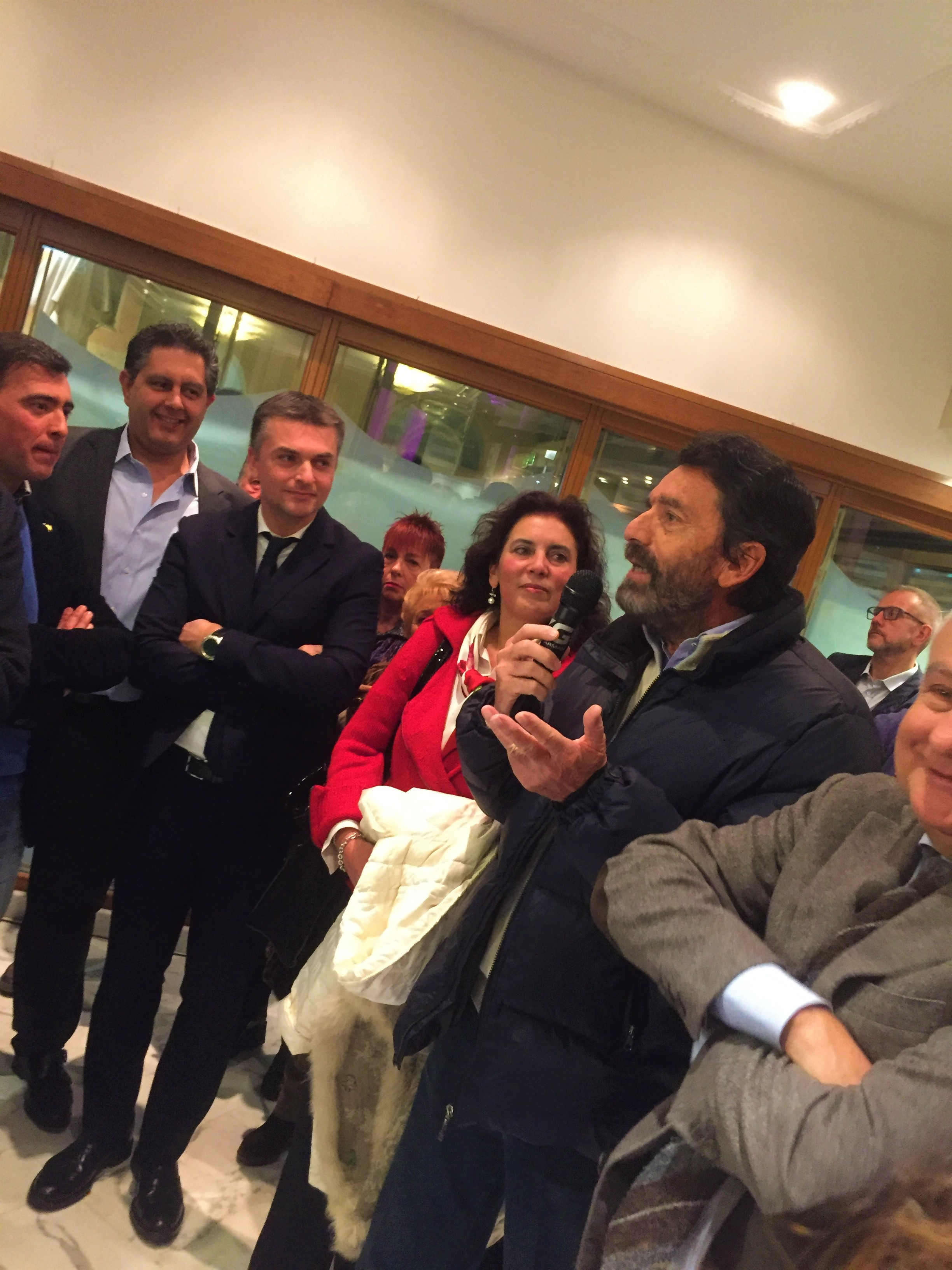
Biasotti con Giovanni Toti, Edoardo Rixi e Roberto Bagnasco durante la campagna elettorale per le politiche del 2018.

In occasione delle elezioni politiche del 2018 è eletto al Senato nelle liste di Forza Italia nel collegio plurinominale Liguria - 01.
Nell’ottobre del 2019 annuncia l’addio a Forza Italia in quanto non vuole porsi in concorrenza con Giovanni Toti, che da poco è uscito dal partito fondando il movimento Cambiamo!. Il 19 dicembre dello stesso anno il sindaco di Rapallo Carlo Bagnasco, figlio di Roberto Bagnasco (anch'egli membro di Forza Italia, deputato ed ex sindaco di Rapallo, in carica dal 1995 al 2004), lo sostituisce come coordinatore regionale del partito. 
Il 26 maggio 2021 preannuncia l’adesione a Coraggio Italia, il nuovo partito fondato da Toti con Luigi Brugnaro, e dal 7 giugno fa parte della componente del Misto IDeA e Cambiamo che cambierà nome diverse volte. Dal 18 novembre Biasotti è responsabile del tesseramento di Coraggio Italia in Liguria. Nel 2022 aderisce a Italia al Centro di Giovanni Toti. 
Alle elezioni politiche del 2022 si candida alla Camera nel collegio uninominale Liguria - 03 (Genova: Municipio I - Centro Est) per il centrodestra in quota Noi Moderati, lista composta da Italia al Centro, Noi con l’Italia, Coraggio Italia e Unione di Centro. Con 72.200 voti di coalizione, di cui 3.307 diretti a lui, pari al 35,42%, viene sconfitto dal candidato del centro-sinistra Luca Pastorino (36,04%), che lo supera per soli 1.200 voti. Biasotti resta così fuori dal Parlamento dopo 14 anni.

## Procedimenti giudiziari
Il 25 settembre 2017 viene rinviato a giudizio insieme ad altre 12 persone con l'accusa di peculato in relazione a un filone del caso delle spese pazze che ha coinvolto altri consiglieri regionali liguri per quanto riguarda la legislatura 2005-2010. A Biasotti viene contestata la cifra di 11.000 euro del 2008 e perciò il 25 marzo 2021 viene condannato a 2 anni e 2 mesi in primo grado. Il reato cade in prescrizione poiché derubricato a indebita percezione di erogazioni pubbliche e perciò nel gennaio del 2023 Biasotti e altri 11 ex consiglieri regionali vengono prosciolti dalla Corte d'appello.
Il 14 maggio 2019 vengono perquisiti gli uffici delle sue concessionarie in relazione a un’indagine della Procura di Genova su alcune aziende create per evadere l’IVA tra il 2015 e il 2018. Nel novembre del 2021 viene indagato con l’accusa di falso in bilancio nell’ambito di una maxi inchiesta nata in primis per far luce su una presunta frode fiscale sulla compravendita di automobili: le sue concessionarie avrebbero ceduto le vetture senza corresponsione di IVA poiché sulla carta destinate a un esportatore abituale e non ad acquirenti privati così da maturare un massiccio credito con lo Stato, da incrementare il giro d’affari e da incassare i premi corrisposti dalla sede centrale della Mercedes. Biasotti è indagato in qualità di membro del CdA del Biasotti Group pur non avendo ruoli operativi; il senatore nel frattempo ha deciso di vendere tutto il gruppo di concessionarie. Nel dicembre del 2023 viene rinviato a giudizio per falso in bilancio avendo rinunciato a patteggiare.